# Ornitorrinco
O ornitorrinco (nome científico: Ornithorhynchus anatinus, do grego: ornitho, ave + rhynchus, bico; e do latim: anati, pato + inus, semelhante a: "com bico de ave, semelhante a pato") é um mamífero semiaquático natural da Austrália e Tasmânia. É o único representante vivo da família Ornithorhynchidae, e a única espécie do gênero Ornithorhynchus. Juntamente com as equidnas, formam o grupo dos monotremados, os únicos mamíferos ovíparos existentes. A espécie é monotípica, ou seja, não tem subespécies ou variedades reconhecidas.
O ornitorrinco possui hábito crepuscular e/ou noturno. Preferencialmente carnívoro, a sua dieta baseia-se em crustáceos de água doce, insetos e vermes. Possui diversas adaptações para a vida em rios e lagoas, entre elas as membranas interdigitais, mais proeminentes nas patas dianteiras. É um animal ovíparo, cuja fêmea põe cerca de dois ovos, que incuba por aproximadamente dez dias num ninho especialmente construído. Os monotremados recém-eclodidos apresentam um dente similar ao das aves (um carúnculo), utilizado na abertura da casca; os adultos não têm dentes. A fêmea não possui mamas, e o leite é diretamente lambido dos poros e sulcos abdominais. Os machos têm esporões venenosos nas patas, que são utilizados principalmente para defesa territorial e contra predadores. Possui uma cauda similar à de um castor.
As características atípicas do ornitorrinco fizeram com que o primeiro espécime empalhado levado para a Inglaterra fosse classificado pela comunidade científica como um embuste. Hoje, ele é um ícone nacional da Austrália, aparecendo como mascote em competições e eventos e em uma das faces da moeda de vinte centavos do dólar australiano. É uma espécie pouco ameaçada de extinção. Em 2008 pesquisadores começaram a sequenciar o genoma do ornitorrinco e descobriram vários genes compartilhados tanto com os répteis como com as aves, mas cerca de 82% dos seus genes são compartilhados com outras espécies de mamíferos já sequenciadas, como o cão, a ratazana e o homem.

## Nomenclatura e taxonomia

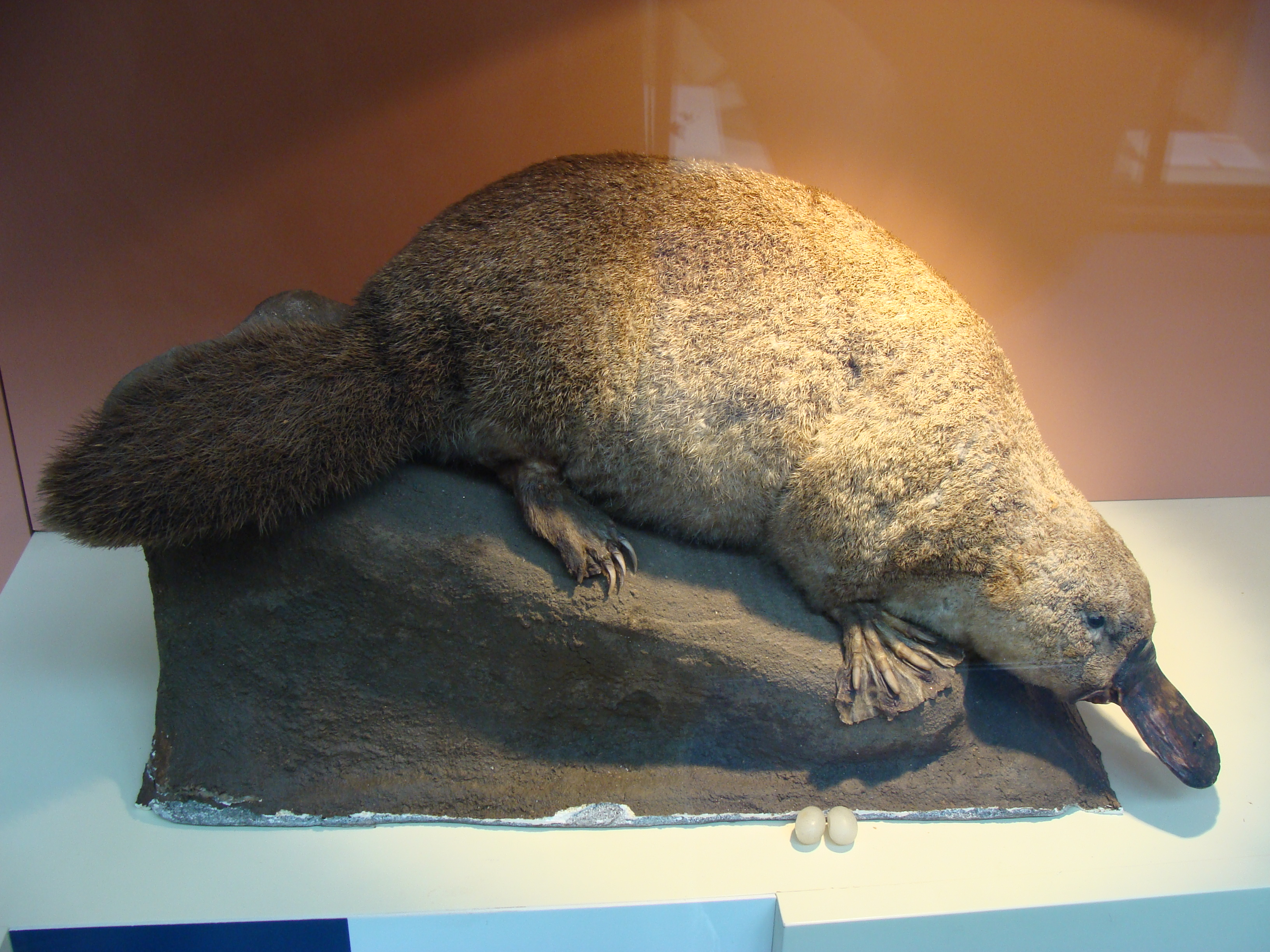
Ornitorrinco taxidermizado no Museu de História Natural de Londres.

A espécie foi descrita pelo zoólogo George Shaw em 1799 como Platypus anatinus. O animal tinha sido descoberto pelos colonizadores europeus na Austrália em 1798 e uma gravura e uma pelagem tinham sido enviadas de volta ao Reino Unido pelo Capitão John Hunter, o segundo governador de Nova Gales do Sul. Os cientistas britânicos primeiramente estavam convencidos que se tratava de uma fraude. Shaw dizia que era impossível não se ter dúvidas quanto à sua verdadeira natureza, e outro zoólogo, Robert Knox, acreditava que ele podia ter sido produzido por algum taxidermista asiático. Pensou-se que alguém tinha costurado um bico de pato sobre o corpo de um animal semelhante a um castor. Shaw até mesmo tomou uma tesoura para verificar se havia pontos na pele seca.
Independentemente, em 1800, a partir de uma amostra dada a ele por Sir Joseph Banks, Johann Friedrich Blumenbach descreveu a espécie como Ornithorhynchus paradoxus. O gênero Platypus descrito por Shaw já se encontrava pré-ocupado pelo Platypus descrito por Johann Friedrich Wilhelm Herbst em 1793 para um besouro coleóptero.  Em 1800, Christian Rudolph Wilhelm Wiedemann cunhou um novo nome genérico para ornitorrinco, Dermipus, entretanto, Blumenbach já havia descrito o Ornithorhynchus. A espécie então foi recombinada para Ornithorhynchus anatinus.
O O. anatinus é a única espécie descrita para o gênero Ornithorhynchus. Charles Walter De Vis, em 1885, descreveu uma espécie fóssil, Ornithorhynchus agilis, a partir de uma tíbia e fragmentos da mandíbula, entretanto, uma nova análise do material, feita 95 anos depois, considerou que este podia ser assinalado ao O. anatinus, e o termo foi considerado como um sinônimo deste. Uma segunda espécie fóssil, Ornithorhynchus maximus, foi descrita por William Sutherland Dun em 1895 baseada em um úmero, mas posteriormente foi demonstrado que o material pertencia a um exemplar de equidna, possivelmente da espécie Zaglossus robustus. Entre as décadas de 1920 e 1980 a espécie foi dividida em quatro subespécies baseadas no isolamento geográfico e diferenças morfológicas. A nominal ocorria nas áreas costeiras de Nova Gales do Sul, Vitória e Austrália Meridional, a triton, de maior tamanho, ocorria em Nova Gales do Sul a oeste da Grande Cordilheira Divisória, a phoxinus, de tamanho menor, em Queensland, e crispus, na Tasmânia. No final da década de 1980 a espécie foi revisada e considerada monotípica, ou seja, as subespécies foram consideradas como variações morfológicas normais de uma espécie e não mais subespécies aceitas, e desde então este posicionamento é seguido.
Estudos moleculares e fósseis sugerem que a linhagem do ornitorrinco separou-se das equidnas há cerca de 48-19 ou 89-17 milhões de anos. O táxon fóssil mais proximamente relacionado com o Ornithorhynchus é o Obdurodon do Oligoceno e Mioceno da Austrália. O registro fóssil da espécie é conhecido de inúmeros locais do Pleistoceno em diversos pontos da Austrália e da Tasmânia, sendo todos dentro do limite de distribuição atual, exceto por um registro no lago Tandou, a oeste do rio Darling.

## Distribuição geográfica e habitat
O ornitorrinco é endêmico da Austrália, onde é encontrado no leste de Queensland e Nova Gales do Sul no leste, centro e sudoeste de Vitória, Tasmânia, e ilha King. Foi introduzido no extremo oeste da ilha Kangaroo, entre 1926 e 1949, onde ainda mantém uma população estável. A espécie está extinta na Austrália Meridional, onde era encontrada nas Colinas de Adelaide e na Cordilheira do Monte Lofty.
A espécie é dependente de rios, córregos, lagoas e lagos, podendo também ser encontrada em represas e diques para irrigação. A distribuição geográfica mostra considerável flexibilidade tanto na escolha do habitat quanto na adaptabilidade a uma variação de temperatura. A espécie é capaz de enfrentar tanto as altas temperaturas das florestas tropicais de Queensland, como áreas montanhosas cobertas por neve em Nova Gales do Sul. A distribuição atual do ornitorrinco mudou muito pouco desde a colonização da Austrália, e continua a ocupar grande parte de sua distribuição histórica.

## Características
| Ficha técnica        |                        |
| Comprimento          | 30 - 45 cm             |
| Cauda                | 10 - 15 cm             |
| Peso                 | 0,5 - 2,0 kg           |
| Tamanho de ninhada   | 2                      |
| Período de incubação | 10 dias                |
| Desmame              | 3 - 4 meses            |
| Maturidade sexual    | 2 anos                 |
| Longevidade          | 17 anos (em cativeiro) |

O ornitorrinco tem corpo hidrodinâmico e comprimido dorsoventralmente. Os membros são curtos e robustos, e os pés possuem membrana interdigital. Cada pé tem cinco dígitos com garras. A cauda é semelhante à de um castor. O focinho, que lembra um bico de pato, é alongado e coberto por uma pele glabra, macia, úmida e encouraçada, inteiramente perfurado por poros com terminações nervosas sensitivas. As narinas também se abrem no focinho, na metade dorsal superior, e estão posicionadas lado a lado. Os olhos e as orelhas estão localizados em um sulco logo após o focinho, esse sulco é fechado por uma pele quando o animal está sob a água. Não tem orelhas externas. A ideia de que o ornitorrinco tinha um bico córneo como o das aves surgiu do exame de espécimes ressecados.
Tanto o peso quanto o comprimento variam entre os sexos, sendo o macho maior que a fêmea. Há também uma variação substancial na média de tamanho de uma região a outra, esse padrão não parece estar relacionado a nenhum fator climático, e pode ser devido a outros fatores ambientais como predação e pressão humana.
O corpo e a cauda do ornitorrinco são cobertos por densa pelagem que forma uma camada de ar isolante para manter o animal aquecido. A coloração é âmbar profundo ou marrom escuro no dorso, e acinzentado a castanho amarelado no ventre. A cauda é usada como reserva de gordura, uma adaptação também vista em outros animais, como no diabo-da-tasmânia e na raça de ovelha, Karakul. As membranas interdigitais são mais proeminentes nos membros dianteiros e dobram-se quando o animal caminha em terra firme. Ornitorrincos emitem um rosnado baixo quando ameaçados e uma gama de outras vocalizações têm sido reportadas em cativeiro.

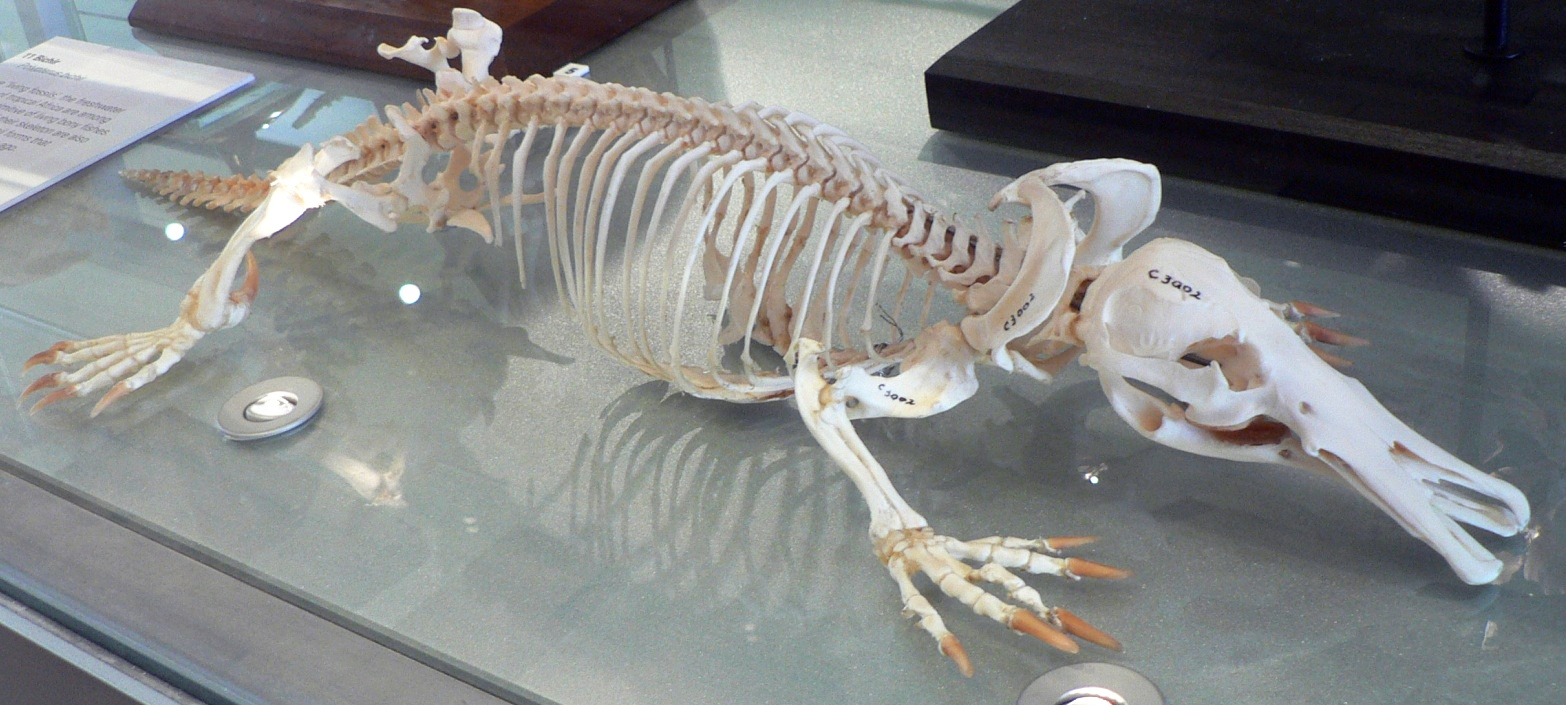
Representação de um esqueleto de ornitorrinco.

O ornitorrinco tem uma média de temperatura corporal de cerca de 32 °C, ao invés dos 37 °C dos placentários típicos. Pesquisas sugerem que essa temperatura foi uma adaptação gradual às condições ambientais hostis, em parte pelo pequeno número de monotremados sobreviventes, em vez de uma característica histórica da ordem.
O espécime adulto não tem dentes, entretanto, os filhotes possuem dentes calcificados, pequenos, sem esmalte e com numerosas raízes; os três molares com cúspides presentes são pseudo-triangulados. Nos adultos, os dentes são substituídos por placas queratinizadas tanto na mandíbula como na maxila, que crescem continuamente. O Ornithorhynchus apresenta algumas características craniais primitivas, entre elas a retenção das cartilagens escleróticas e do osso septomaxilar no crânio. No esqueleto pós-craniano, ocorre retenção das vértebras cervicais (rudimentares) e dos ossos coracoide e interclavicular da cintura escapular, condições essas que são similares aos répteis.

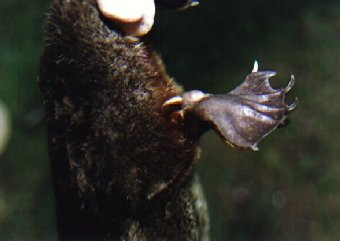
Esporão venenoso do ornitorrinco macho.

O macho tem esporões nos tornozelos, que produzem um coquetel venenoso composto principalmente por proteínas do tipo defensinas (DLPs), que são únicas do ornitorrinco. Embora poderoso o suficiente para matar pequenos animais, o veneno não é letal para os humanos, mas pode causar uma dor martirizante e levar à incapacidade. Como somente os machos produzem veneno e a produção aumenta durante o período de acasalamento, é teorizado que ele seja usado como arma defensiva para afirmar dominância durante esse período.
Foi observado, em espécimes preservados em museus, que o dorso do ornitorrinco brilha sob a luz ultravioleta, uma característica existente em outras espécies de mamíferos.

### Órgãos sensoriais

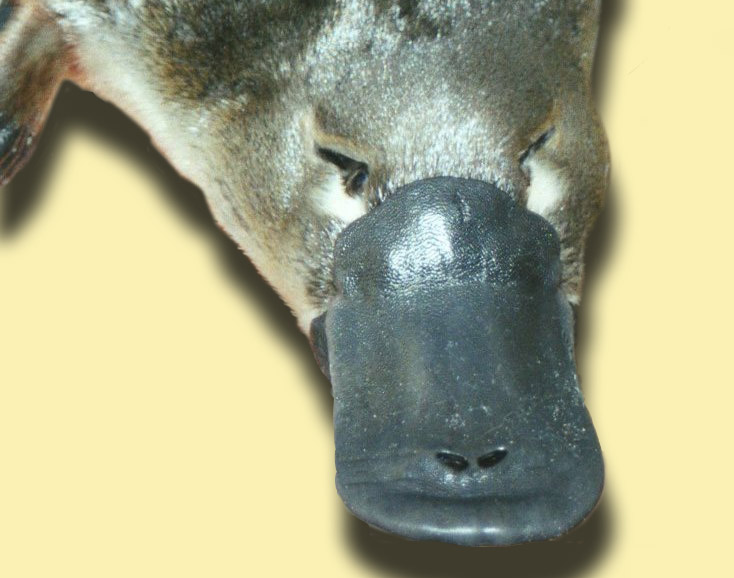
Os órgãos eletrossensoriais no ornitorrinco localizam-se em seu focinho em forma de bico.

Os órgãos olfatórios não são tão desenvolvidos quanto nas equidnas. Embora os olhos da espécie sejam pequenos e não sejam utilizados sob a água, algumas características indicam que a visão teve um papel importante em seus ancestrais. Essas características sugerem que o ornitorrinco adaptou-se para um estilo de vida aquático e noturno, desenvolvendo seu sistema eletrossensorial ao custo do sistema visual. Estudos demonstraram que os olhos do ornitorrinco podem ser muito mais similares aos das lampreias e feiticeiras do que os dos tetrápodes. A pesquisa também demonstrou que os olhos desta espécie contém cones duplos, os quais a maioria dos mamíferos não possuem.
O ornitorrinco é um dos únicos mamíferos a ter o sentido de eletrorrecepção, sendo capaz de localizar suas presas, em parte, ao detectar campos elétricos gerados por contrações musculares. Entre os monotremados, é a espécie com a percepção mais sensível, possuindo cerca de 40 000 eletrorreceptores, enquanto a Zaglossus bruijni tem 2 000 e a Tachyglossus aculeatus apenas 400. Os eletrorreceptores estão localizados em linhas rostrocaudais na pele do focinho, enquanto os mecanorreceptores (que detectam o toque) são uniformemente distribuídos por todo o focinho. A área eletrossensorial do córtex cerebral está contida dentro da área somatossensorial tátil e, como algumas células corticais recebem a entrada tanto de eletrorreceptores quanto de mecanorreceptores, isto sugere uma associação íntima entre os sentidos táteis e elétricos. Os eletrorreceptors e mecanorreceptores no focinho dominam o mapa somatotrópico no cérebro do ornitorrinco da mesma forma que as mãos humanas dominam o Cortical homunculus.
O ornitorrinco pode determinar a direção de uma fonte elétrica, talvez comparando as diferenças na força do sinal através das lâminas de eletrorreceptores. Isto poderia explicar o movimento lateral característico da cabeça do animal enquanto caça. A convergência cortical das entradas eletrossensoriais e táteis sugere um mecanismo para determinar a distância da presa, que quando se desloca, liberta tanto sinais elétricos quanto pulsos de pressão mecânica. A diferença entre os tempos de chegada dos dois sinais permite o cálculo da distância da presa.

## Comportamento e ecologia
Ornitorrincos são animais semiaquáticos e primariamente noturnos ou crepusculares. Quando não estão mergulhando em busca de alimento, descansam em buracos feitos nas margens dos rios e lagos, sempre camuflados com vegetação aquática. Há dois tipos de tocas, uma serve como abrigo para ambos os sexos e é construída pelo macho na época de acasalamento; a outra, geralmente mais profunda e elaborada, é construída pela fêmea e serve como ninho para a incubação dos ovos e cuidados pós-natais. As aberturas das tocas ficam acima da água, estendem-se sob as margens de 1 a 7 metros acima do nível da água e até por 18 metros horizontalmente. O território dos machos tem cerca de sete quilômetros, sobrepondo a área de três a quatro fêmeas.
É um excelente mergulhador e gasta boa parte do dia procurando por comida sob a água. Singularmente entre os mamíferos, ao nadar, impulsiona-se alternando remadas com as duas patas dianteiras; embora todas as quatro patas do ornitorrinco tenham membranas, as traseiras (mantidas contra o corpo) não auxiliam na propulsão, mas são usadas para manobrar em combinação com a cauda. Os mergulhos normalmente duram cerca de trinta segundos mas podem durar mais, não excedendo o limite aeróbico de quarenta segundos. Dez a vinte segundos são gastos para retornar à superfície.
Ornitorrincos previamente capturados e identificados já foram recapturados com onze anos de idade e, em cativeiro, a espécie vive até dezessete anos. A taxa de mortalidade, em adultos, na natureza é aparentemente baixa. Os predadores naturais incluem aves de rapina, serpentes, lagartos do gênero Varanus, roedores como o Hydromys chrysogaster além de cães, gatos, raposas-vermelhas e o homem. A introdução da raposa-vermelha como predadora do coelho pode ter tido um impacto na população de ornitorrincos na Austrália. O baixo número de ornitorrincos na região norte de Queensland pode ser devido à presença do crocodilo-poroso (Crocodylus porosus).

## Dieta e hábitos alimentares

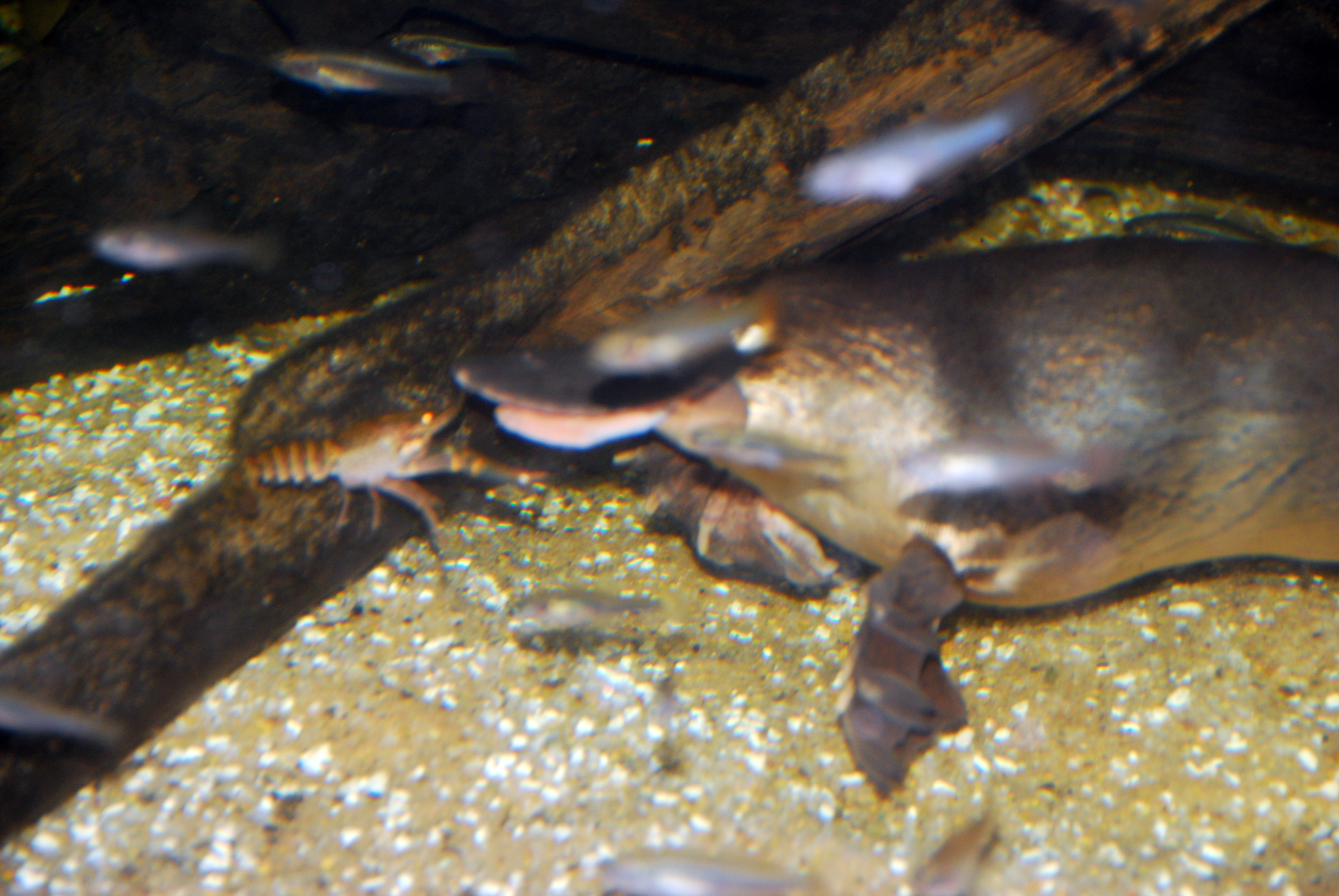
Ornitorrinco alimentando-se.

O ornitorrinco tem hábitos alimentares carnívoros, alimentando-se de anelídeos, larvas de insetos aquáticos, camarões de água doce, girinos, caramujos, lagostins de água doce e pequenos peixes, que escava com seu focinho, dos leitos dos rios e lagos ou apanha enquanto nada. As presas são guardadas nas bochechas à medida que são apanhadas. Quando um número suficiente é reunido, ou quando é necessário respirar, ele retorna à superfície para comê-las. A mastigação é feita pelas placas córneas que substituem os dentes. A areia contida junto com o alimento serve de material abrasivo, ajudando no ato de mastigar.
O animal precisa comer 20% do seu peso todos os dias, essa necessidade faz com que ele gaste 12 horas diárias em busca de alimento. Em cativeiro, ele chega a comer metade do seu peso em um único dia. Um macho pesando 1,5 quilogramas pode ingerir 45 gramas de minhocas, 20-30 lagostins, 200 larvas de tenébrios, dois sapos pequenos, e dois ovos cozidos.

## Reprodução
A espécie exibe uma única estação de acasalamento, que ocorre entre junho e outubro, com algumas variações locais. Observações históricas, estudos de marcação e recaptura, e investigações preliminares de genética populacional indicam a possibilidade tanto de membros transitórios como residentes na população e sugerem um sistema de acasalamento polígeno. Ambos os sexos tornam-se sexualmente maduros no segundo ano de vida mas algumas fêmeas só se reproduzem com quatro anos ou mais tarde. Todos os monotremados apresentam baixa taxa reprodutiva, com não mais do que um período de acasalamento ao ano.

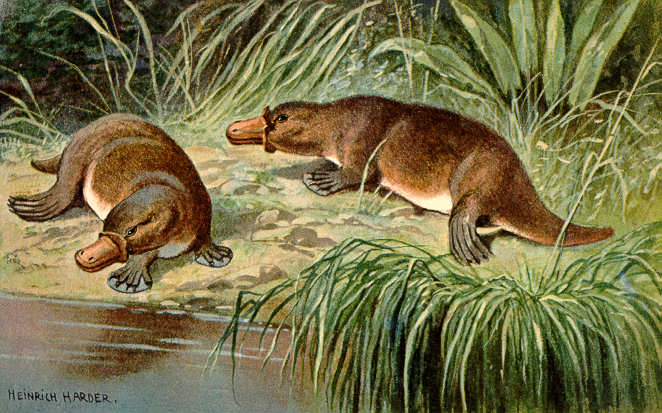
Gravura representando um casal de ornitorrincos.

Após o acasalamento, a fêmea constrói um ninho mais elaborado que a toca de descanso, e bloqueia-o parcialmente com material vegetal (que pode ser um ato de prevenção contra enchentes ou predadores, ou um método de regulação de temperatura e umidade). O macho não participa da incubação nem do cuidado com os filhotes. A fêmea forra o ninho com folhas, junco e outros materiais macios, para fazer uma cama confortável.
A fêmea do ornitorrinco tem um par de ovários, mas somente o esquerdo é funcional. Ela põe de um a três ovos (geralmente dois) pequenos, de aspecto semelhante ao dos répteis (pegajosos e com uma casca coriácea), com cerca de onze milímetros de diâmetro e ligeiramente mais arredondados que o das aves. Em proporção, na ovulação os ovos dos monotremados são muito menores do que os dos répteis ou aves de tamanho corpóreo similar. Os ovos se desenvolvem "no útero" por cerca de 28 dias, e são incubados externamente por cerca de dez a doze dias.
Ao contrário da equidna, o ornitorrinco fêmea não tem uma bolsa, por isso coloca o seu corpo em volta dos ovos a fim de incubá-los. O período de incubação é separado em três fases. Na primeira, o embrião não tem órgãos funcionais e depende da gema para sua manutenção. Durante a segunda, há formação dos dígitos, e na última, há a formação dos dentes, que vão ajudar a romper a casca do ovo.
Os filhotes recém eclodidos são vulneráveis, cegos e pelados, com cerca de 18 milímetros de comprimento, e alimentam-se do leite produzido pela mãe. Embora possua glândulas mamárias, o ornitorrinco não tem mamas. O leite escorre através dos poros na pele, depositando-se em sulcos presentes no abdômen da fêmea, permitindo os filhotes lamberem-no. A amamentação ocorre por três a quatro meses. Durante a incubação e a amamentação, a fêmea somente deixa o ninho por curtos períodos de tempo para se alimentar. Quando sai, a fêmea cria inúmeras barreiras com solo e/ou material vegetal para bloquear a passagem do túnel que leva ao ninho, evitando assim o acesso de predadores, como serpentes e o roedor, Hydromys chrysogaster. Depois de cinco semanas, a mãe começa a passar mais tempo fora do ninho, e por volta dos quatro meses, os filhotes já emergem da toca.

## Genética

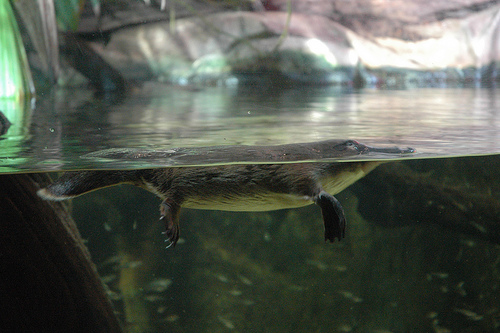
Ornitorrinco no Aquário de Sydney.

Por causa da divergência inicial dos térios e do baixo número de espécies viventes, os monotremados são frequentes objetos de pesquisas moleculares. Em 2004, pesquisadores da Universidade Nacional da Austrália descobriram que o ornitorrinco tem dez cromossomos sexuais, comparados aos dois (XY) da maioria dos outros mamíferos (sendo assim o macho é representado por XYXYXYXYXY). Embora tenham a designação XY dos mamíferos, os cromossomos sexuais do ornitorrinco são mais similares aos cromossomos ZZ/ZW encontrados nas aves. A espécie também não possui o gene determinante sexual (SRY), significando que o processo de determinação sexual no ornitorrinco permanece desconhecido. Uma versão inicial da sequência genômica do ornitorrinco foi publicada na revista Nature em 8 de maio de 2008, revelando elementos reptilianos e mamíferos, como também dois genes encontrados previamente em aves, anfíbios e peixes. Mais de 80% dos genes do ornitorrinco são comuns aos demais mamíferos cujo genoma já foi sequenciado, demonstrando que o grupo dos monotremados foi um dos primeiros a divergir de seus ancestrais reptilianos.
| “ | Esta mistura fascinante dos traços no genoma do ornitorrinco traz muitos indícios sobre o funcionamento e a evolução de todos os genomas de mamíferos. | ” |

| “ | O genoma do ornitorrinco (Ornithorhyncus anatinus), assim como o próprio animal, apresenta um amálgama de características que pertencem a um réptil ancestral e são derivadas de mamíferos. | ” |

## Conservação

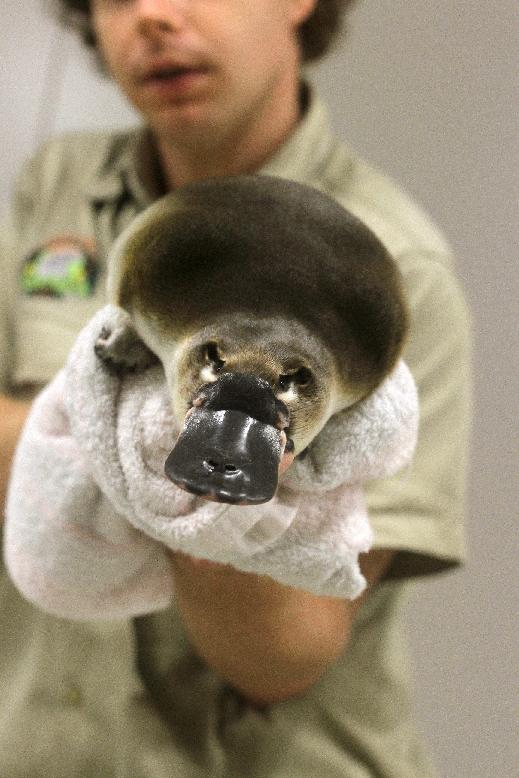
Ornitorrinco sendo manuseado por tratador no Santuário Lone Pine Koala.

O ornitorrinco é classificado pela União Internacional para a Conservação da Natureza e dos Recursos Naturais (IUCN) como pouco preocupante. Exceto pela perda de habitat que ocorreu no estado da Austrália Meridional, ele ainda ocupa a mesma área de antes da chegada dos europeus. Entretanto, são documentadas alterações locais e fragmentação da distribuição devido a atividades humanas no seu habitat. Sua abundância atual e histórica, porém, é pouco conhecida e é provável que tenha diminuído em número, embora ainda considerado como uma espécie comum na maior parte da distribuição atual. A espécie foi extensivamente caçada pela sua pele até os primeiros anos de século XX e, embora protegida em toda Austrália em 1905, até cerca de 1950 ainda corria risco por afogamento nas redes de pesca nos rios.
A espécie não parece estar em perigo iminente de extinção graças à medidas de conservação, mas pode ser afetada pela modificação do habitat causada por barragens, irrigação, poluição, redes de pesca e armadilhas. Sua abundância é difícil de ser medida e, portanto, o seu futuro status de conservação não é facilmente previsível. Vários estudos têm relatado a fragmentação da distribuição dentro de alguns sistemas fluviais, recentemente foi extinto da bacia do rio Avoca. Isso tem sido atribuído às más práticas de gestão, levando à erosão dos bancos dos rios, sedimentação dos corpos d'água e perda da vegetação em áreas adjacentes a cursos de água. Também existem evidências de efeitos adversos no fluxo dos rios, introdução de espécies exóticas, má qualidade da água e doenças em populações de ornitorrincos, mas esses fatores têm sido pouco estudados.
Geralmente sofrem de poucas doenças no estado selvagem, contudo, há preocupação pública generalizada na Tasmânia sobre os impactos potenciais de uma doença causada pelo fungo Mucor amphibiorum. A doença (denominada Mucormicose) afeta apenas os ornitorrincos da Tasmânia, e não foi observada em ornitorrincos do continente australiano. Os ornitorrincos podem desenvolver dermatite ulcerativa em várias partes do corpo, incluindo o dorso, cauda e membros. A mucormicose pode matar os animais em decorrência de infecções secundárias e por afetar a habilidade dos animais em manterem sua regulação térmica e na capacidade de se alimentarem. O setor de Conservação da Biodiversidade no Departamento de Indústrias Primárias e Água está colaborando com os pesquisadores da Universidade da Tasmânia para determinar o impacto da doença sobre os ornitorrincos da Tasmânia, bem como o atual mecanismo de transmissão e propagação da patologia. Algumas populações têm exibido anticorpos para leptospirose, provavelmente transmitidas pelo gado, mas não foi observada sintomatologia clínica.

### Cativeiro

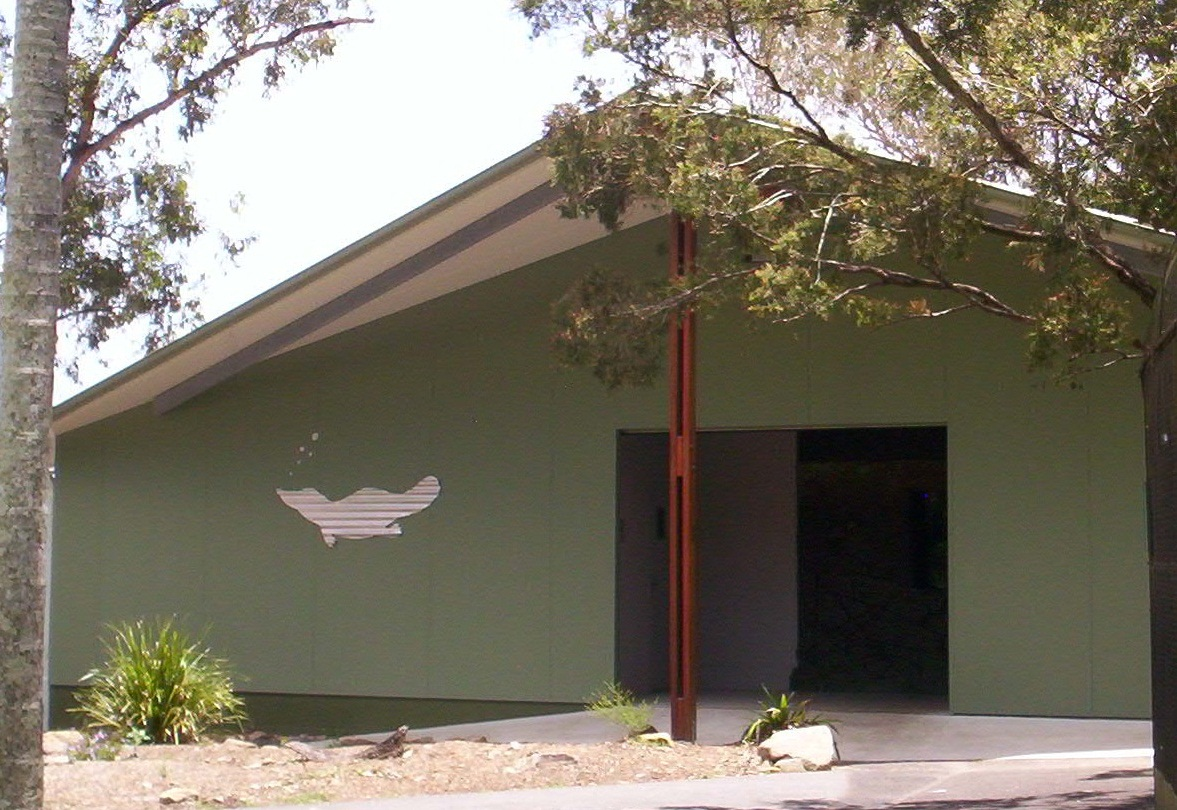
Platypus House no Lone Pine Koala Sanctuary em Brisbane, Queensland.

O ornitorrinco foi primeiramente mantido em cativeiro em 1831 por Lauderdale Maule que capturou uma fêmea e dois filhotes os quais viveram por duas semanas. Em 1832 e 1833 George Bennett manteve vários animais que viveram por cinco semanas. Henry Burrell foi o primeiro a exibir a espécie para o público australiano em 1910, por três meses no Zoológico de Sydney. O Zoológico de Budapeste, em 1913, foi o primeiro zoológico fora da Austrália a receber dois animais da espécie. Em 1922 um animal foi transferido para o Zoológico de Nova Iorque onde viveu por 49 dias. Em 1947 e 1958 foram enviados 1 macho e 2 fêmeas em cada ocasião para o New York Zoological Society, sendo as últimas vezes que a espécie foi enviada para fora da Austrália.
Grande parte do mundo conheceu o ornitorrinco em 1939, quando a National Geographic Magazine publicou um artigo sobre o animal e os esforços para estudá-lo e mantê-lo em cativeiro. Esta é uma tarefa difícil, e apenas poucos animais têm se reproduzido com sucesso desde então - notavelmente no Santuário Healesville, em Vitória. A figura líder desses esforços foi David Fleay, que estabeleceu um berçário para ornitorrincos - um córrego simulado em um tanque - no Santuário Healesville, e teve sucesso reprodutivo em 1943. Em 1972, ele encontrou um filhote morto, de cerca de 50 dias de idade, que tinha, presumivelmente, nascido em cativeiro, no Parque da Vida Selvagem David Fleay, em Burleigh Heads, Queensland. Healesville repetiu o sucesso em 1998, 2000, 2008, 2009, 2010 e 2011. O Zoológico de Taronga, em Sydney, obteve o nascimento de gêmeos em 2003, de um filhote em 2006, e novamente gêmeos em 2008.
Na Austrália, a espécie só pode ser encontrada em cativeiro em alguns poucos zoológicos e parques para fins de exibição ao público e para programas de reprodução assistida:
- Parque da Vida Selvagem de David Fleay, Gold Coast, Queensland
- Santuário Lone Pine Koala, Brisbane, Queensland[66]
- Parque Florestal de Brisbane, Brisbane, Queensland
- Zoológico de Taronga, Sydney, Nova Gales do Sul
- Aquário de Sydney, Sydney, Nova Gales do Sul
- Australian Reptile Park, Somersby, Nova Gales do Sul
- Zoológico de Melbourne, Melbourne, Vitória
- Santuário Healesville, Healesville, Vitória

No Santuário Warrawong, em Mylor, Austrália Meridional, o ornitorrinco foi introduzido em 1988-89 quando cinco animais provenientes da ilha Kangaroo foram soltos em um lago artificial. A população chegou a reproduzir-se entre 1991 e 1996, e tornou-se auto-suficiente, não necessitando de cuidados especiais por parte dos mantenedores do parque.

## Aspectos culturais
A espécie tem um papel importante nas histórias dos aborígenes australianos, que acreditavam que o animal era um híbrido de um pato com um rato-d'água. De acordo com uma das histórias, todos os maiores grupos de animais, os terrestres, aquáticos e aves, competiam para que o ornitorrinco se juntasse a seus respectivos grupos, mas ele finalmente decidiu por não se juntar a nenhum deles, sentindo que não precisava ser parte de um grupo para ser especial.
Sua aparência incomum fez com que aparecesse em diversos meios de comunicação, especialmente na Austrália, sua terra natal. A imagem do animal tem sido usada diversas vezes como mascote: Syd foi um dos três mascotes escolhidos para os Jogos Olímpicos de Sydney, em 2000, junto com uma equidna e um kookaburra, "Expo Oz" foi o mascote da Expo 88, que foi sediada em Brisbane em 1988, e "Hexley" é o mascote do computador da Apple que roda o sistema operacional Darwin BSD, o MAC OS X.
O ornitorrinco é também retratado em músicas, como na canção do grupo Green Day, Platypus (I Hate You), e do grupo Mr. Bungle, Platypus. Ele é o tema de um poema infantil de Banjo Paterson, Old Man Platypus, e frequentemente aparece como personagens de programas infantis, como por exemplo, a família de ornitorrincos em Mister Rogers' Neighborhood, Perry o Ornitorrinco no programa Phineas and Ferb - no qual ele é um agente secreto, nomeado de Agent P - e Ovide, a estrela do desenho animado Ovide and the Gang. Uma série de livros australianos escritos por Dorothy Wall na década de 1930 apresentou "Flap" o ornitorrinco como um dos amigos de "Blinky Bill".
O animal é, algumas vezes, referido de forma bem humorada como a prova de que Deus tem senso de humor (como no início do filme Dogma, por exemplo). Usando-o como exemplo primário para as dificuldades de classificação, o escritor italiano Umberto Eco escreveu um livro intitulado Kant e o Ornitorrinco. No Brasil, o animal serviu de inspiração na criação do Teatro do Ornitorrinco, fundado por Cacá Rosset, Luiz Roberto Galízia e Maria Alice Vergueiro.